# Maaike Hartjes
Maaike Hartjes (Amsterdam, 15 oktober 1972) is een tekenaar en schrijfster van stripverhalen.
Hartjes studeerde een jaar wiskunde aan de Vrije Universiteit in Amsterdam, voordat ze naar een kunstopleiding overschakelde. Ze beheerst vele verschillende tekenstijlen. Sinds ze halverwege de jaren 1990 begon op te vallen met de minuscule poppetjes uit Maaike's Dagboekje is dat haar voornaamste tekenstijl. Deze strip is uitgegeven als small press-boekje en verscheen na een aantal jaar enige tijd wekelijks in Viva. Het karakter van de strip veranderde daarmee enigszins, van kleine grapjes naar een wat realistischere dagboekvorm. Ook werden de strips gepubliceerd in stripbladen Iris, Razzafrazz en Zone 5300.
Hartjes gaf een album uit met strips die door vrouwen zijn gemaakt, Old Cake Comix.

## Prijzen
Op 28 februari 2016 ontving Hartjes de Stripschapprijs 2016.

## Film
- I'm perfectly fine (2023), korte film gebaseerd op het Burn-out dagboek